# Nez Perce County
Nez Perce County är ett administrativt område i delstaten Idaho, USA, med 39 265 invånare (2010). Den administrativa huvudorten (county seat) är Lewiston. 

## Geografi
Enligt United States Census Bureau så har countyt en total area på 2 218 km². 2 199 km² av den arean är land och 19 km² är vatten.

### Angränsande countyn
- Latah County - nord
- Clearwater County - nordöst
- Lewis County - öst
- Idaho County - sydöst
- Wallowa County, Oregon - sydväst
- Asotin County, Washington - väst
- Whitman County, Washington - nordväst